# Nicole Anderson
Nicole Gale Anderson, född 29 augusti 1990, är en amerikansk skådespelare, mest känd som Macy Misa i Disney Channel serien Jonas L.A.. Hon har även synts i serier som Make It Or Break It, samt Zoey 101.

## Tidigt liv
Anderson föddes i staden Rochester, Indiana. Hon har uppträtt och skådespelat sen hon var väldigt ung. Hennes första roll var i serien Full House, när hon var endast två år. Hon tävlade i gymnastik under ett årtionde och vann två state- och ett national-mästerskap.
Anderson fick ett stipendium till Georgia's Barbizon modeling school vid 13 års ålder. Hon började sedan studera skådespeleri och började gå på provspelningar. Hon lyckades få ett par roller i reklamer, som exempelvis Mary Kate & Ashley Online Clothing, Every Girl, Stand Up och Bratz Pretty 'n' Punk & Treasures.

### 2005-2011
Anderson fick senare några få roller i TV-serier, som till exempel Unfabulous, Zoey 101, Nobody, Hannah Montana, iCarly och ABC Familys TV-film Princess.
Under 2008 fick Anderson rollen som Macy Misa i Disney Channel Originalserien Jonas L.A. Anderson spelar ett besatt fan av bandet Jonas, men i andra säsongen så blir hon dock lugnare och skapar ett starkt band mellan sig och den yngste medlemmen Nick Lucas (Nick Jonas). I serien är hon bästa vän med bandets stylist och vän, Stella Malone (Chelsea Staub). Chelsea är Nicoles bästa vän även i verkligheten. Det var egentligen inte menat att Nicole skulle spela Macy. Nicole provspelade egentligen för rollen som Stella, men misslyckades. Dock så ville producenterna ge Stella en bästa vän när de ändrade seriens plot och valde att ge Nicole rollen som bästa vännen då. 
Nicole Anderson har även dykt upp som Kelly Parker i fem avsnitt i ABC Familys dramaserie Make It or Break It, en roll som även kommer att inkluderas i nästa säsong. Hon var även med i filmen Accused at 17 i rollen som Bianca, en tonåring som felaktigt blivit anklagad för mord. Nicole var med i TV-filmen Mean Girls 2 som premiärsändes 23 februari 2011, i filmen spelar hon Hope, "den nya Gretchen". Nicole är även känd som Miranda i nya tv-serien Ravenswood.

## Filmografi
| Year                                       | Film                    | Roll                                           | Övrigt | 2008      | Princess | Marsha Ola/Calliope | Huvudroll |
| - Ravenswood Miranda Colins 2013 Huvudroll | 2010                    | Accused At 17                                  | Bianca | Huvudroll |          |                     |           |
| 2011                                       | Mean Girls 2            | Hope Plotkin                                   | Uppföljare till Mean Girls, spelar en s.k "Plastic".                                                                            |           |          |                     |           |
| Television                                 |                         |                                                | |           |          |                     |           |
| År                                         | Titel                   | Roll                                           | Övrigt |           |          |                     |           |
| 1992                                       | Full House              | Girl in Park                                   | 1 avsnitt |           |          |                     |           |
| 2005                                       | Unfabulous              | Cheerleader #3                                 | 1 avsnitt, "The Grey Area" |           |          |                     |           |
| 2006                                       | SOP Gigsters            | Host/Performer                                 | 2 avsnitt |           |          |                     |           |
| 2007                                       |                         |                                                | |           |          |                     |           |
| Zoey 101                                   | Kyle                    | 3 avsnitt, "Quarantine" och "PCA Confidential" | |           |          |                     |           |
| Hannah Montana                             | Marissa Hughes          | 1 avsnitt, "Achy Jakey Heart, Part. 1"         | |           |          |                     |           |
| 2007                                       | Nobody                  | Leila                                          | |           |          |                     |           |
| 2008                                       | Sunday! Sunday! Sunday! | Dana                                           | Huvudroll |           |          |                     |           |
| 2008                                       | iCarly                  | Tasha                                          | 1 avsnitt, "iNevel" |           |          |                     |           |
| 2009–idag                                  | Jonas L.A.              | Macy Misa                                      | Huvudroll |           |          |                     |           |
| 2009–2010                                  | Make It or Break It     | Kelly Parker                                   | 5 avsnitt, "Between A Rock And A Hard Place", "All That Glitters", "Follow the Leader", "Hope and Faith", och " Are We Family?" |           |          |                     |           |
| 2009                                       | Imagination Movers      | Cinderella                                     | 1 avsnitt, "A Fairy Tale Ending"                                                                                                |           |          |                     |           |